# Yan Sen
Yan Sen (chinês: 陈玘: Jiangsu, 16 de agosto de 1975) é um ex-mesa-tenista chinês.

## Carreira
Yan Sen representou seu país nos Jogos Olímpicos de 2000, na qual conquistou a medalha de ouro em duplas.